# 原田稔
原田 稔（はらだ みのる、1941年〈昭和16年〉11月8日 - ）は、日本の宗教家。宗教法人・創価学会会長（第6代）。

## 経歴
1941年（昭和16年）11月8日に東京府東京市（現在の東京都文京区）で生まれた。
東京都立小石川高等学校（現在の東京都立小石川中等教育学校）を経て、東京大学経済学部卒業。
1953年（昭和28年）に創価学会に入会し、池田大作（後の第3代会長、名誉会長）に師事する。創価学会学生部長、青年部長、副会長、北海道担当、総東京長、総東京総合長、総東京総主事などを歴任する。
2001年（平成13年）に創価学会副理事長に就任。第一庶務（創価学会名誉会長の秘書部局）部長、第一庶務室長を務めた後、事務総長として事務関係を統括する。伸一会トップを歴任する。
2006年（平成18年）11月9日に秋谷栄之助第5代会長の退任に伴い、後任の会長（第6代）に就任。創価学会インタナショナル会長代行、創価大学最高顧問、広布新聞会議議長などを兼任する。

## 人物
- 公明党代表であった太田昭宏の先輩格にあたる。
- 小説『人間革命』に登場する田原薫のモデルとなった。
- 大学時代は学生運動の全学連に所属していた。1960年代の学生運動で国会突入デモに参加したこともあるという[3]。

## 役職歴
- 創価学会
  - 学生部長
  - 青年部長
  - 総東京長
  - 総東京方面本部総合長
  - 総東京方面本部総主事
  - 第一庶務部長
  - 第一庶務室長
  - 事務総長
  - 副会長
  - 第6代会長
- 創価学会インタナショナル
  - 会長代行
- 創価大学
  - 最高顧問
- 創価学園
  - 最高顧問
- 広布新聞会議
  - 議長

## 著書
- 『青年と仏法 50問50答』第三文明社、1976年4月15日。NDLJP:12217622。